# Мелили
Мелѝли (на италиански: Melilli, на сицилиански Miliddi, Милиди) е град и община в южна Италия, провинция Сиракуза, автономен регион Сицилия. Разположен е на 310 m надморска височина. Населението на града е 12 764 души (към 2006 г.).